# Marocca
La marocca (detta marocca di Casola per la sua origine) è un antico pane a base di farina di castagne tipico del paese di Regnano.
Il nome deriva da un termine dialettale marocat, che significa 'poco malleabile'. Pare infatti che nell'antichità questo tipo di pane fosse abbastanza duro e, grazie a questa caratteristica, aveva lunghi tempi di conservazione. Il suo alto tasso calorico gli conferì un ruolo importante nell'alimentazione.

## Preparazione
La marocca di Casola è un piccolo pane ottenuto impastando farina di castagne, setacciata fine, con farina di grano e alcune patate di Regnano lesse e schiacciate che gli danno la tipica consistenza spugnosa.
In seguito si aggiungono olio extravergine, lievito sciolto nel latte, un pezzo di pasta madre e acqua. L'intero impasto, ottenuto tramite una lavorazione manuale, viene quindi suddiviso e modellato in piccole pagnotte di circa 20 cm che vengono lasciate a lievitare per un'ora. Il prodotto lievitato viene in seguito messo in cottura all'interno di un forno a legna, preventivamente riscaldato, a una temperatura inferiore rispetto a quella del pane tradizionale e qui lasciato per un tempo minimo di un'ora. Al termine le pagnotte sono pronte al consumo e appaiono di colore marrone scuro con un forte profumo di castagne e un tipico sapore dolciastro.

Questo pane si sposa con ogni tipo di formaggio e di salumi, di cui la località è ben fornita grazie ai numerosi allevamenti di cui dispone.

Nella ristorazione, la marocca viene servita come accompagnamento ai prodotti locali, per esempio nelle zuppe, nella ribollita e nella pappa al pomodoro.

## Storia
Le prime fonti sulla marocca di Casola risalgono al Medioevo e sono riconducibili ad Antonio da Faye. Lo storiografo lunigianese nelle sue cronache del XV secolo ricorda come la castagna rappresentasse per i due terzi il pane della Lunigiana.
La marocca di Casola ebbe un ruolo importante sia nell'alimentazione degli abitanti del paese, che nel sostentamento dei pellegrini. Fin dai tempi del grande passaggio lungo la via francigena, collegamento tra l'Europa e Roma, i viandanti, i mercanti e i pellegrini attraversavano interamente la Lunigiana. Lungo il loro itinerario potevano fermarsi e rifocillarsi con questo pane calorico ed energetico, in uno dei tanti Ospitali presenti su questo territorio impervio.

La Lunigiana, fitta di boschi e povera di risorse, era abitata soprattutto da famiglie di coltivatori a mezzadria.
La coltivazione del frumento era limitata al fondovalle, mentre nelle aree montane l'unica farina disponibile era quella di castagne, presenti in grande quantità. Ciò spiega la grossa diffusione che ebbe questo prodotto tipico all'interno del territorio.

la marocca, anticamente, presentava molti vantaggi sia dal punto di vista della reperibilità dei suoi ingredienti, presenti in abbondanza sul territorio, sia per il suo alto contenuto calorico. Ultimo, ma non meno importante privilegio, era rappresentato dai lunghi tempi di conservazione che ne permettevano la panificazione una sola volta a settimana. Questo fece sì che la marocca diventasse il pane quotidiano sulla tavola di qualsiasi famiglia del luogo.

La raccolta delle castagne avveniva in autunno e coinvolgeva tutti gli abitanti, dagli anziani ai bambini. Ogni famiglia contadina possedeva un essiccatore, detto metato.

Le castagne venivano trasportate da una carrucola in grossi sacchi sovrapposti tra loro e venivano fatte passare attraverso un tubo, posto all'interno della finestra che ne permetteva la loro disposizione sulla parte superiore del metato.
All'interno del pianterreno vi era un debole fuoco a legna di castagno, o di carbone, la cui brace veniva fatta ardere per circa 30-45 giorni. Questo permetteva alle castagne di essiccarsi in maniera lenta e delicata, senza assumere un sapore di bruciato. Dopodiché i frutti mangerecci del castagno venivano recuperati e, al termine dell'essiccatura, portati in uno dei tanti mulini ad acqua presenti sul territorio. Qui iniziava un'attenta fase di separazione dalle castagne malsane, e di battitura che le preparava alla lavorazione culinaria.
Il processo veniva usato sia per cucinare la marocca, sia per la polenta di castagne, due importanti fonti di sostentamento della popolazione montana.

Grazie ad una piccola percentuale di patate nell'impasto, il tipico pane otteneva un tempo di conservazione maggiore rispetto ad altri.
Ogni famiglia munita di forno a legna, la domenica preparava il pane per tutta la settimana, durante la quale ogni membro era dedito al lavoro nei campi.

## Produzione
Essendo un alimento con una lunga storia, ha subito vari mutamenti nella sua produzione. Prima del Dopoguerra le famiglie cucinavano questo pane nei forni a legna, ottenendo un alimento con un forte valore nutrizionale e un'alta capacità conservativa. Queste caratteristiche permettevano alle famiglie contadine della Lunigiana di riprendere le forze dopo il lavoro nei campi e la raccolta nei castagneti.
Il castagno divenne quindi un elemento sempre più importante, sennonché con lo sviluppo economico portato dal Dopoguerra, i boschi vennero quasi totalmente abbandonati e di conseguenza la marocca. Solo un piccolo numero della popolazione anziana volle mantenere le tradizioni alimentari e continuò ad occuparsi dei castagneti.

Il faticoso ed accurato lavoro di mantenimento di questa tradizione, venne messo a dura prova dalla comparsa di un insetto chiamato Dryocosmus kuriphilus, importato dalla Cina intorno alla metà degli anni '90. L'infestazione ai danni dei castagni si riuscì ad affrontare dopo circa un decennio attraverso la diffusione forzata del Torymus sinensis, un parassitoide diretto antagonista del Cinipide che riuscì in pochi anni a risanare i castagneti italiani.

Agli inizi degli anni 2000 la produzione della marocca, ormai abbandonata, venne ripresa grazie a un artigiano toscano, nato a Regnano, che a 23 anni decise di dedicarsi alla valorizzazione dei prodotti locali.
La produzione della marocca è stata riavviata in un antico forno a legna, situato a Regnano nel comune di Casola in Lunigiana.
Il pane in poco tempo ottenne nuovamente la sua diffusione e fu persino riconosciuto come Presidio Slow Food d'Italia.

## Consumo
La marocca di Casola si presta a molteplici abbinamenti.
La sua struttura e il sapore dolciastro la rendono perfetta per essere consumata con miele, cioccolata, marmellate e ricotte dolci, esaltando i prodotti tipici locali.
L'uso più comune è come crostino per antipasti e aperitivi, ma può essere presentata anche come alimento unico, visto il suo gusto caratteristico.